# Marsat
Marsat ist eine französische Gemeinde mit 1.452 Einwohnern (Stand: 1. Januar 2022) im Département Puy-de-Dôme in der Region Auvergne-Rhône-Alpes. Die Gemeinde gehört zum Arrondissement Riom und zum Kanton Châtel-Guyon (bis 2015: Kanton Riom-Ouest). Die Einwohner werden Marsadaires genannt.

## Lage
Marsat liegt etwa drei Kilometer südwestlich von Riom und etwa zehn Kilometer nördlich von Clermont-Ferrand in der alten Kulturlandschaft der Limagne am Flüsschen Gensat, das hier noch Ruisseau de Mirabel genannt wird. Umgeben wird Marsat von den Nachbargemeinden Mozac im Norden, Riom im Osten und Nordosten, Châteaugay im Süden sowie Malauzat im Westen und Südwesten.

## Bevölkerungsentwicklung
| Jahr                       | 1962 | 1968 | 1975 | 1982 | 1990 | 1999 | 2006 | 2017 |
| Einwohner                  | 591  | 643  | 807  | 989  | 1062 | 1137 | 1188 | 1360 |
| Quellen: Cassini und INSEE |      |      |      |      |      |      |      |      |

## Sehenswürdigkeiten
- Kirche Notre-Dame, Monument historique
- Alter Turm
- Haus Ducorail
- Château de Marsat

## Weblinks

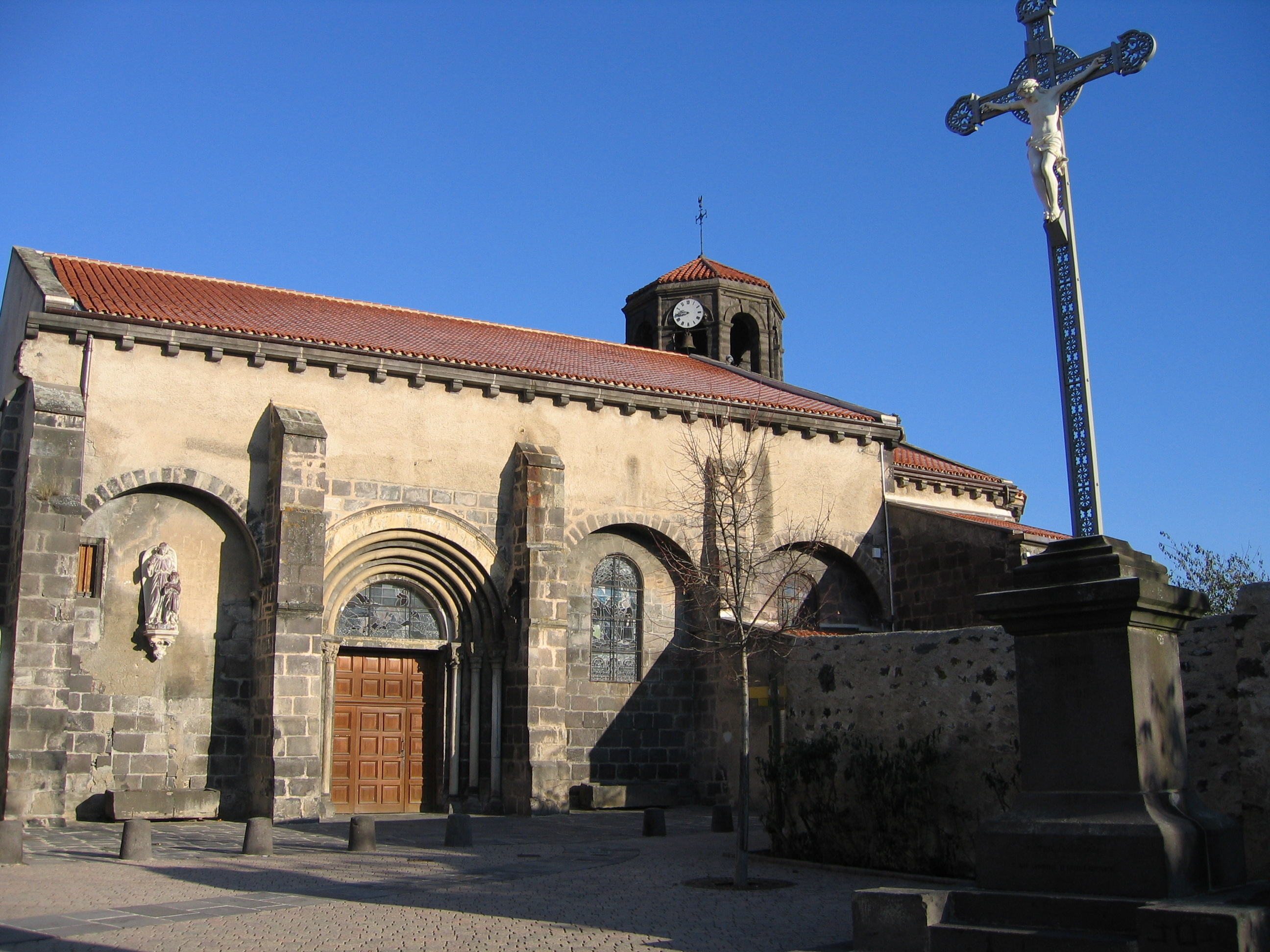
Kirche Notre-Dame